# Kadaňská radnice
Kadaňská radnice s přiléhající bílou věží je gotická stavba nacházející se v Kadaňské památkové rezervaci na Mírovém náměstí. První písemná zmínka k radnici se objevuje v polovině 14. století, ale stavba samotné radniční věže se uskutečnila až na začátku 16. století. Věž měří celkem 53,75 metru a je unikátem mezi radničními věžemi v Čechách i na Moravě. Celý komplex přilehlých budov je dnes sídlem Městského úřadu Kadaň, úřadu starosty města Kadaň a Galerie Josefa Lieslera. Je chráněna jako kulturní památka a od 1. července 2024 také jako národní kulturní památka.

## Radniční budova
Radniční věž patří mezi památky, které stále slouží stejnému účelu, pro který byly před mnoha staletími postaveny. Radnice vznikla někdy po polovině 14. století v patře městské tržnice na rohu náměstí a pozdější ulice Svatých. Nejpozději počátkem 16. století byla na nároží budovy postavena reprezentativní věž, která chránila vstup na schodiště do úředních prostor. Z ochozu věže bylo možno přehlédnout dění v celém městě, na jeho hradbách i v okolí.

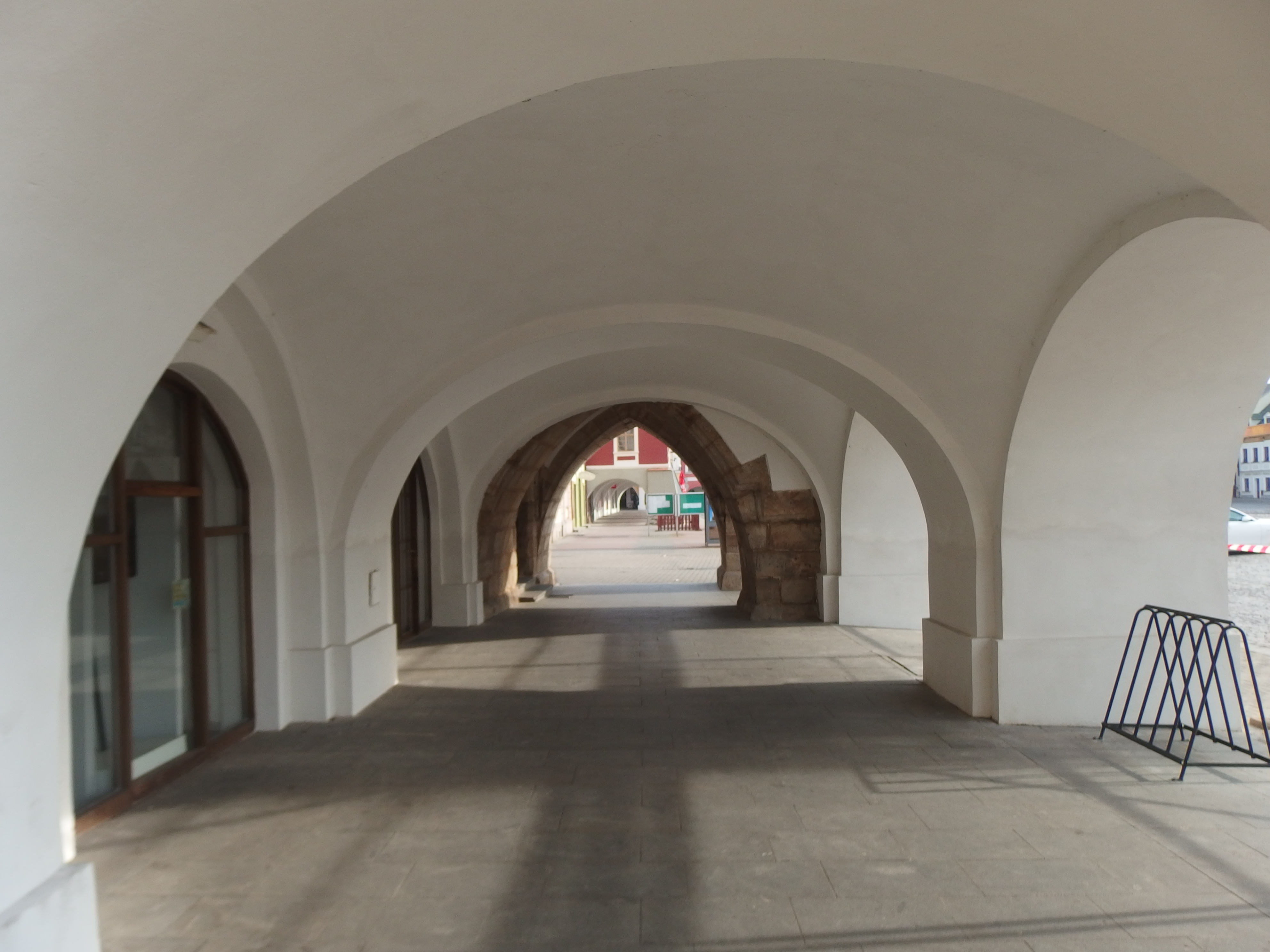
Galerie Josefa Lieslera

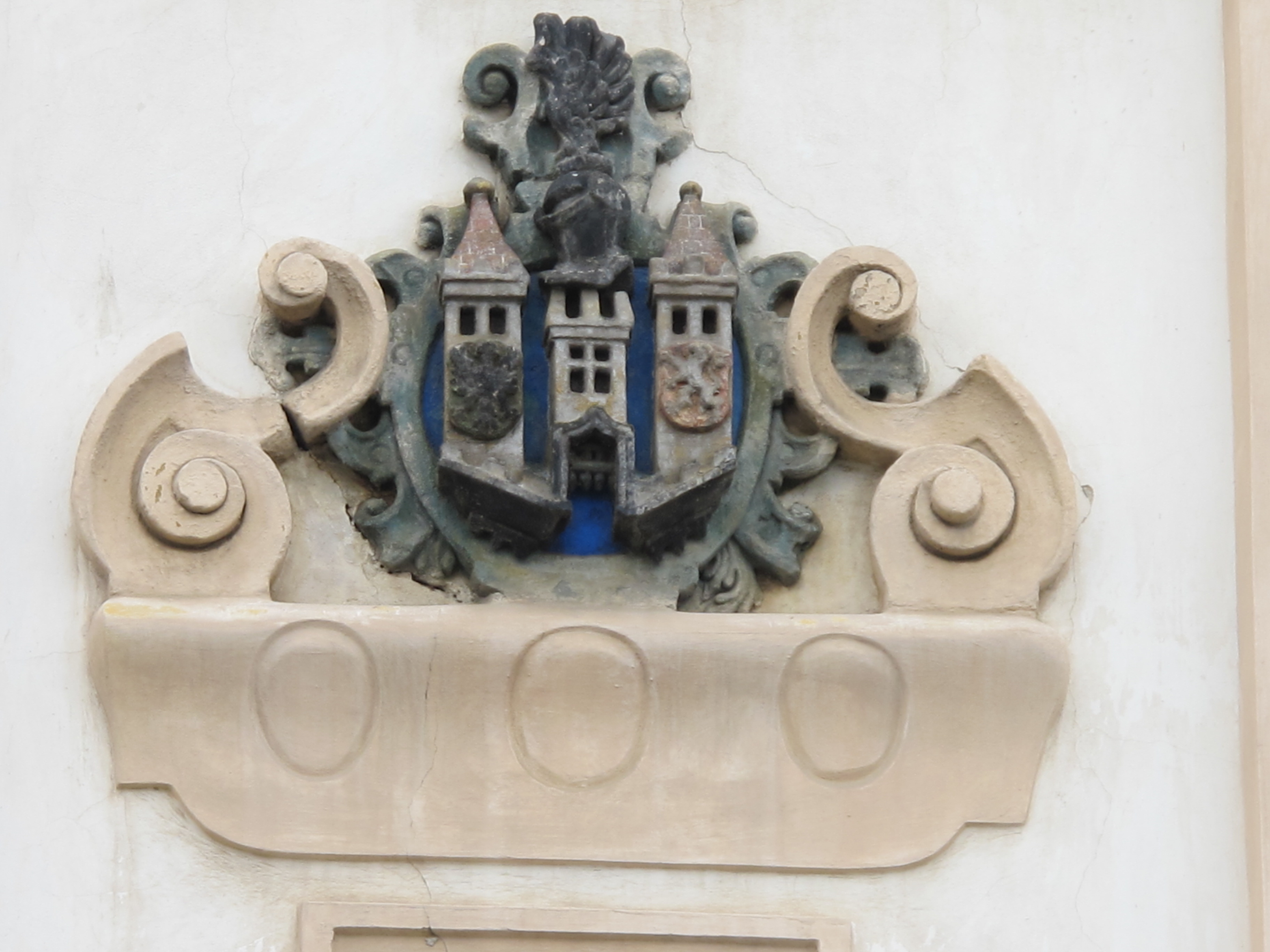
Znak města Kadaně na fasádě radnice

Budova radnice se dělí celkem do tří sekcí - východní loď, západní loď a nejdelší severní loď. Interiér radnice je gotický, ale nejvíce patrnou změnu prodělala fasáda směrem do ulice i do náměstí, která má od počátku 19. století klasicistní ráz, přičemž některé její formy vycházejí jistě i z barokních úprav ve 2. polovině 18. století. Mezi okny prvního a druhého patra v hlavním průčelí, které směřuje do náměstí lze vidět čtveřici znaků. Tři z nich - zleva uherský, poté říšský císařský a následně český - reprezentují panovníka, čtvrtý již patří Kadani. Z písemných pramenů je známo, že zhotovitelem všech čtyř znaků z roku 1816 byl Mates Leopold Täublinger a to za sumu 40 zlatých. Městský znak je možné vidět i ve štítě obráceném do ulice.
V roce 1849 se Kadaň stala při reformě stání správy středem politického a soudního okresu. Dne 6. března 1849 se rada města usnesla o předání radniční budovy státu pro potřebu okresního hejtmanství. Na radnici hejtmanství se užívalo patro, v přízemí bylo vězení a zbytek užíval berní úřad a část magistrátu města. Okresní hejtmanství v budově ale úřadovalo jen čtyři roky.
V roce 1899 město zakoupilo sousední dům U Slunce na náměstí, aby napomohlo rozšíření prostor úřadu. Pod jeho klasicistní fasádou, zdobenou na štítě bustami a vedle nich na atice sochami čtvero ročních dob, se nacházejí renesanční nástěnné figurální malby. Není je možné vidět, protože nejsou zcela odkryty. V roce 1901 proběhla rozsáhlá renovace radnice prováděná stavitelem Josefem Petrem. V průběhu 20. století prošla radnice už jen drobnými opravami v interiéru, které ji daly nynější ráz. Poslední velká exteriérová úprava a oprava komplexu radničních budov, při níž byl k areálu radnice na jižní straně připojen další středověký objekt, tzv. Šlikův dům, jeden z nejstarších ve městě, se uskutečnila v roce 1991. Helmice (špičatá střecha) radniční věže s ochozem byla opravena na jaře 2014.
V přízemí se dochoval gotický klenutý prostor využívaný dnes jako Galerie Josefa Lieslera.

## Radniční věž
| Rok  | Počet návštěvníků |
| ---- | ----------------- |
| 2015 | 2 768             |
| 2016 | 1 450             |
| 2017 | 1 450             |

Radniční věž v Kadani měří celkem 53,75 metrů a je nejvyšší budovou v Kadani. Má celkem 5 pater, která jsou spojována pravotočivým schodištěm s celkem 120 schody. Stavba radniční věže se datuje k začátku 16. století v nynější pozdně gotické podobě, nicméně o radniční kapli existuje písemná zmínka již z roku 1401. To, že se ve věži nachází i kaple, dokazuje skutečnost, že Kadaň byla ve středověku velmi bohatým městem na obchodních stezkách a mohla si dovolit postavit takto na svou dobu okázalou a atypickou radniční věž. Velkou zajímavostí je, že radniční věž neobsahuje žádnou střešní tašku, od hladiny náměstí až po vrchol je celokamenná.

### První patro - radniční kaple

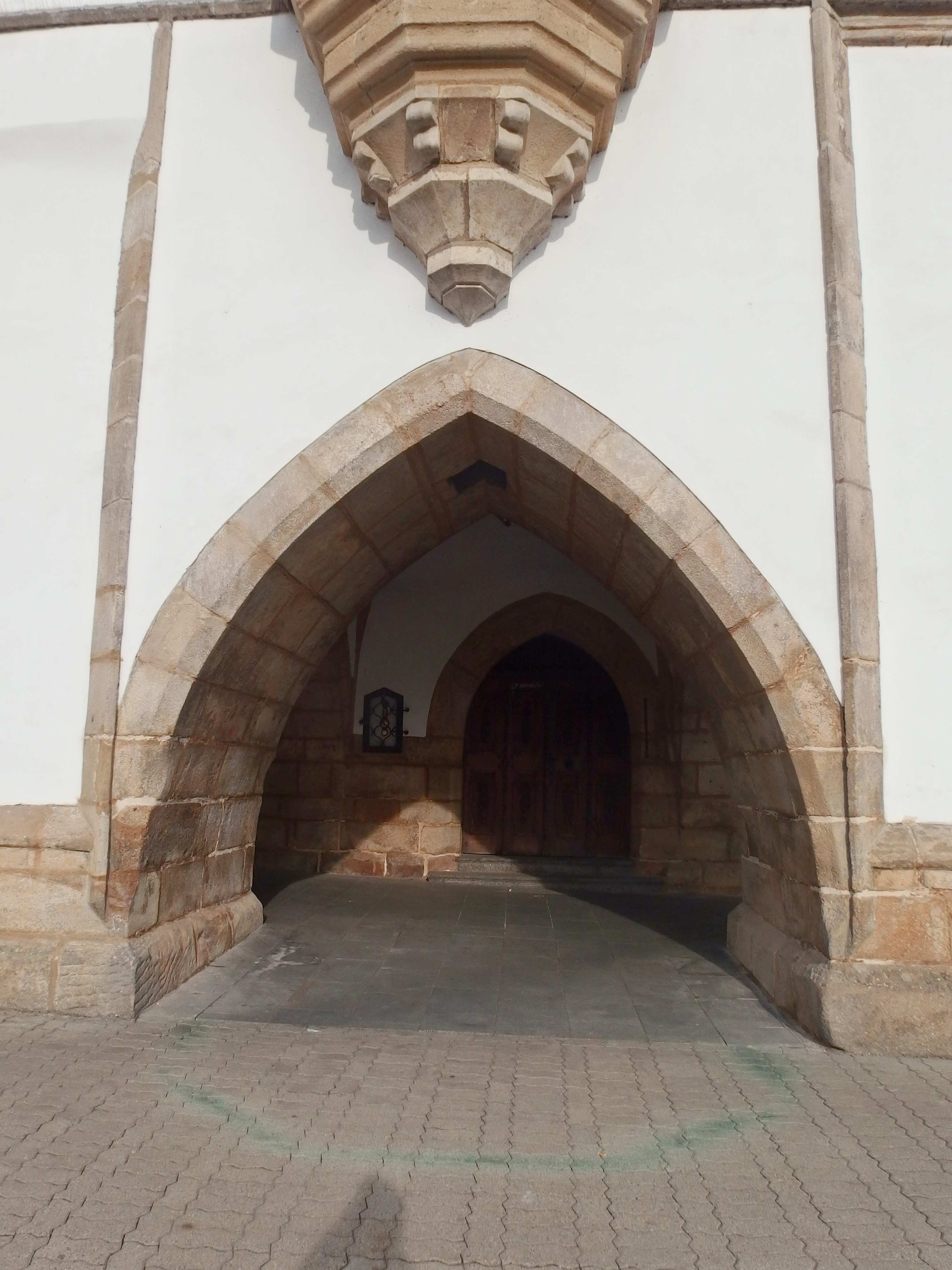
Detail vstupu do radnice

Prostor prvního patra radniční věže byl vybudován počátkem 16. století jako bohoslužební prostor pro purkmistra a další členy rady. Tato místnost se také využívala pro přísahy úředníků středověké samosprávy. Kaple sloužila svému účelu až ke konci 18. století, kdy ji roku 1794 Jakub Roith vymaloval typickým dekorem období klasicismu. Teprve v průběhu 19. století (nejpozději roku 1842) se stala sídlem městského archivu a roku 2008 došlo k odkrytí a restaurování historických omítek.

#### Interiér kaple
Celá kaple se rozděluje na dvě části, prostor pro kněze u oltáře a loď pro návštěvníky a účastníky bohoslužby. Čtvercová loď zaujímá celou plochu daného patra a je přístupná po přímém schodišti z radniční budovy. V severní stěně se poté otevírají dveře s pravotočivým schodištěm do dalších pater věže, která sloužila různým potřebám města. Úzké kněžiště se protahuje ze zdi až do zdobného arkýře viditelného z náměstí.

#### Vybavení lodi kaple
Místo shora uzavírá gotická lomená křížová klenba. Podlahu pokrývají staré cihlové dlaždice zvané topinky. V severní stěně je osazen tzv. sedlový portálek. Horní strana má tvar koňského sedla. Ve stěnách se dochovalo několik dokladů původní středověké funkce kaple, která společně s věží sloužila jako úschovna cenných věcí a dokumentů. Kromě obou železných dveřních křídel se zde nachází i trezor v západní stěně. Nad schodištěm z radnice byla ve spodní straně omítek nalezena latinská slova modlitby. Dále se zde nachází železná renesanční truhlice na dokumenty a peníze, která náleží k původnímu vybavení kaple. Nejmladší částí nábytku je zelená rohová skříň na archiválie z poloviny 18. století. Nejcennějším artefaktem v kapli jsou ale čtyři konzoly, které zakončují lomené oblouky.

#### Vybavení kněžiště
Úzký prosto je od lodi je kaple oddělen tzv. triumfálním obloukem, symbolizujícím vítězství Krista nad smrtí. Čelní místo zaujímá kamenný oltářní stůl. Nad oltářem se pne paprsčitá žebrová klenba, uzavřená krásným svorníkem v podobě pětilisté květiny (symbol Panny Marie). Mříže na oknech pocházejí z roku 1842, kdy se již kaple užívala jako archiv.

### Druhé patro
Druhé patro radniční věže sloužilo dle dochovaných pramenů nejdříve jako městská šatlava, poté také jako sklad a archiv městských dokumentů. Na konci 18. století byl do radniční věže vybourán ještě jeden vchod, služební, který se ale pro běžné vstupy nepoužívá. Při vstupu do místnosti jsou viditelné dva nápisy v němčině - úryvky z bible z konce 18. století.

### Třetí patro
Třetí patro se nachází zhruba ve stejné výšce jako morový sloup na Mírovém náměstí a to ve 25 metrech. V tomto patře se nachází část řetězového závaží náležejícího k hodinovému mechanismu ze začátku 20. století. Toto patro se v současnosti využívá jako úschovna vlajek.

### Čtvrté patro
Čtvrté patro je nyní pro veřejnost uzavřené a nachází se ve výšce 30 metrů. Nachází se zde hodinový mechanismus zhotovený v roce 1901 na zakázku.

### Byt věžného a ochoz

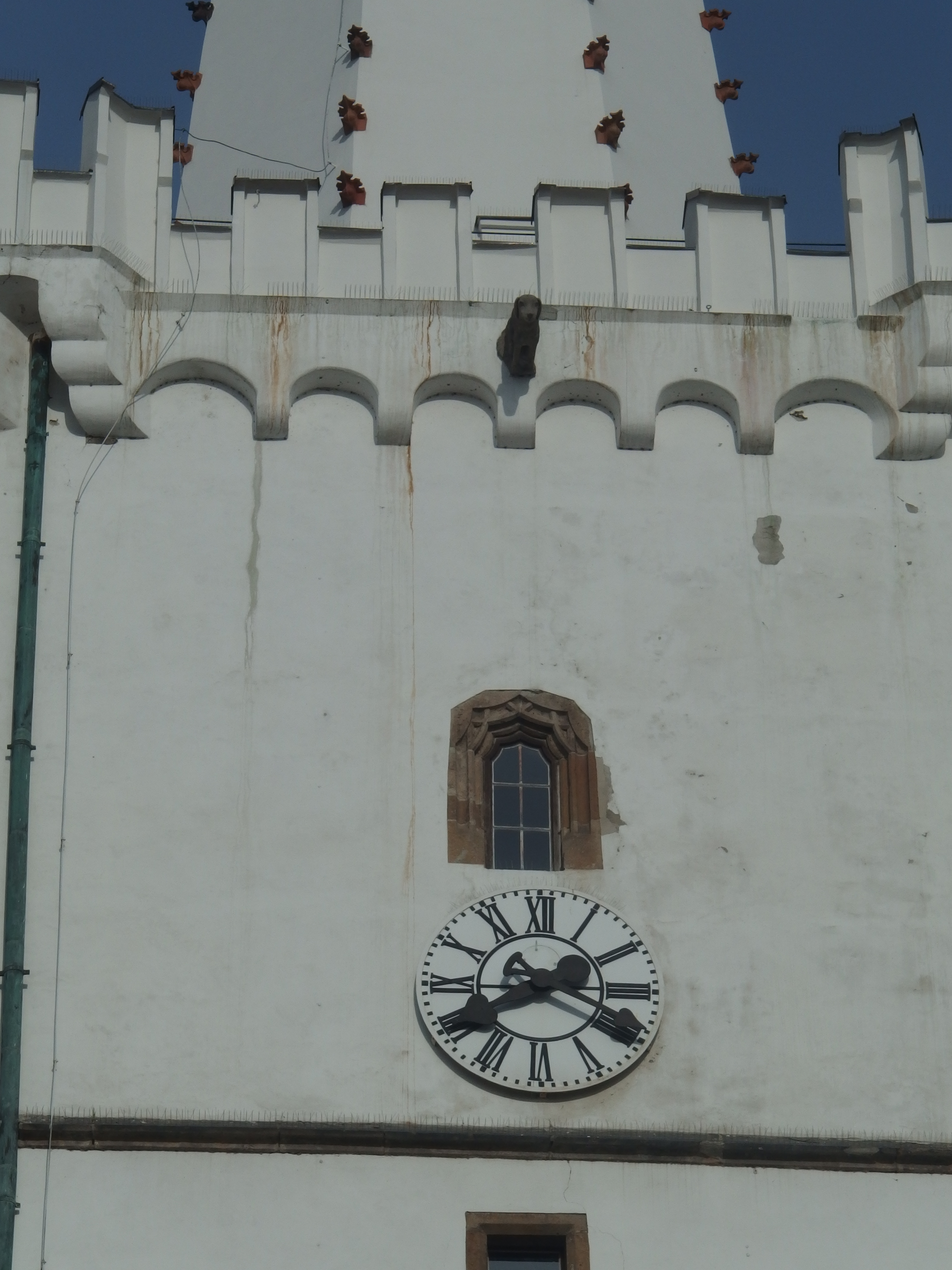
Detail se sochou psa

Pravotočivé schody vedou do bytu věžného, který se staral o dohled nad bezpečností Kadaně, měl výhled do okolí a mohl kdykoliv informovat o blížícím se nebezpečí. Dříve tento byt zabíral tři čtvrtiny ochozu, ale po rekonstrukci na začátku 20. století byly tyto prostory zmenšeny jen na půdorys věžiště o celkové ploše 15 metrů čtverečných. Po průchodu černými dveřmi se vchází na samotný ochoz věže, kde ve výšce 40 metrů je možné vidět celé historické jádro a při dobré viditelnosti i nejvyšší vrchol Krušných hor, horu Klínovec, ležící asi 20 kilometrů západně od Kadaně. Na věžišti je možné pozorovat velmi typickou hliněnou renesanční ozdobu tzv. kraba, těchto krabů je na věžišti vsazeno téměř 100.

#### Věžníci na kadaňské radniční věži

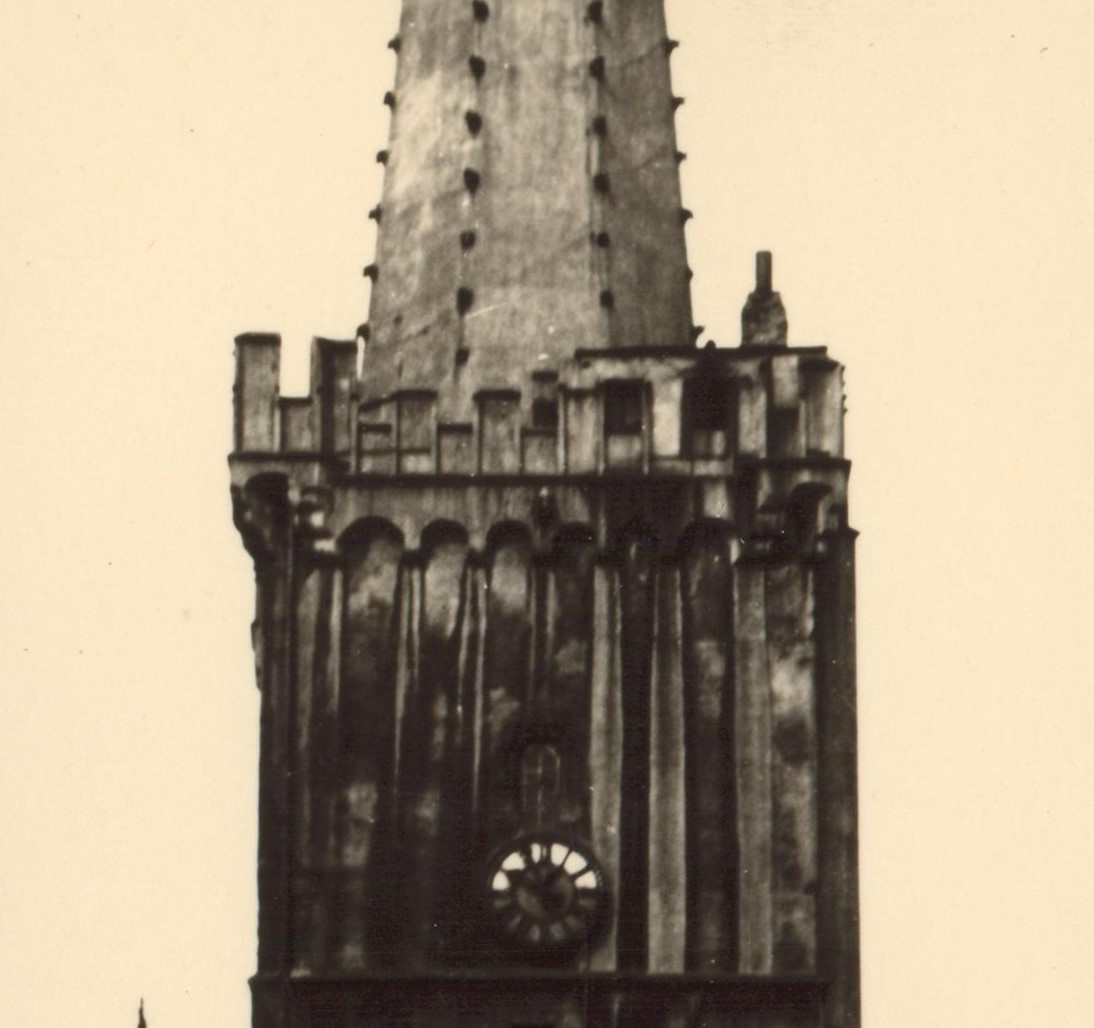

Kadaňskou radniční věž již od jejího dokončení roku 1520 až do 1. poloviny 20. století vždy obýval městský věžník s rodinou. Pro královské město Kadaň vykonával důležitou strážní službu. Úkolem věžníka bylo především pozorovat z ochozu radniční věže město a jeho okolí a hlásit jakékoliv nebezpečí, zejména pak zdali někde ve městě nevzniká požár. K tomuto účelu byl mnohem později do bytu věžníka zaveden také telefon. Kromě platu dostávali věžníci od města bezplatně k užívání věžní byt, dřevo na zátop a později též elektřinu, pro vodu si však museli chodit s vědrem na náměstí. Ve věžním bytě byla zřízena též odpadní roura o jejíž čistotu a fungování museli věžníci pravidelně pečovat. Vedle povinností na radniční věži městští věžníci pečovali také o věž a později hodinový stroj Svaté brány a pro svou obživu mohli vykonávat též další řemeslo. V případě nemoci mohla věžníka při plnění služebních povinností zastoupit jeho žena.
V pověsti o kadaňském kostlivci je zmiňován věžník Urbana, který společně se svou dcerou Juditou zbavili město řádění strašidelného kostlivce. Úřední pozice městského věžníka však není tak dávným povoláním, jak by se mohlo zdát, bylo totiž v Kadani obsazováno ještě 19. a v první polovině 20. století. Tuto službu zde postupně vykonávali Josef Thau (1888–1891), Wenzl Blumentritt (1891–1900), Franz Taut (1900–1913), Anton Oswald (1913–1932), a nakonec od roku 1932 Alois Kerles, který byl patrně vůbec posledním kadaňským věžníkem, sloužícím nejspíše až do roku 1939/1940, který nevelký byt ve věži obýval společně se svou manželkou a čtyřmi dětmi.
V posledním desetiletí 19. století vykonával v Kadani úřad městského věžníka již zmiňovaný Wenzl Blumentritt. Ten se narodil dne 4. ledna 1851 na Špitálském předměstí v Kadani, a sice v současné době již zbořeném domě čp. 267 do rodiny měšťana a tkalcovského mistra Josefa Blumentritta. Se svou manželkou Annou Aloisií, rozenou Klinger, původem z Hory Svatého Šebestiána, vychoval Wenzl Blumentritt tři dcery a jednoho syna. Poněvadž byl původním povoláním muzikant, zpestřoval život obyvatel města Kadaně občasnými koncerty přímo z ochozu radniční věže. Tento oblíbený kadaňský věžník zemřel 31. srpna 1917 v Kadani v domě čp. 335 v někdejší Josefské ulici (nyní Jiráskova). Když jej dne 2. září na zdejším hřbitově pohřbíval tehdejší kadaňský děkan P. Karl Wach, přišla jeho památku uctít nejen rodina, ale také mnoho obyvatel města. Blumentrittova manželka Anna Aloisia zemřela 26. června 1919 v alžbětinském klášterním špitále, rovněž v Kadani.

## Zajímavosti

### Pověst o nepoctivém radním
Na straně ochozu, které směřuje k náměstí se zhruba jeden metr pod zábradlím nachází socha psa, ke kterému pověst. Ta vypráví o zámožném, ale chamtivém kadaňském měšťanovi, který byl povoláním zlatníkem a ctihodným členem městské rady. Žil v domě poblíž náměstí, bez ženy a bez dětí, jen se svým psem, kterého naučil krást peníze z městské pokladnice. Po čase vyšla pravda najevo a nad proradným radním pánem byl vynesen přísný rozsudek - za svojí špatnost měl být popraven. Několik týdnů prosil městskou radu, aby ho pustili, že odčiní co udělal a splní cokoliv si oni budou přát. Jeho úkolem bylo vylézt na špičku radniční věže po krabech, dotknout se jí a slézt zpátky na ochoz. Jeho pes z ochozu sledoval celou událost a když viděl, že se nebezpečná cesta chýlí ke šťastnému konci, začal skákat radostí a z nepozornosti přepadl dolů. Jeho pán podle pověsti překonal všechna nebezpečí a odvážný kousek se mu zdařil. Z úspěchu se však dlouho neradoval, třetí den poté v horečkách zemřel. Na památku této události je na radniční věži umístěna kamenná socha psa, která má kadaňskému obyvatelstvu připomínat, že nepoctivost se nevyplácí. Podle historiků je ale pověst smyšlená a pes na věži je svébytným podpisem jejího stavitele Petra Hündta (Hund je německy pes).